# Annie Hulshof
Annie Telgenhof Oude Koehorst -Hulshof (overleden: 3 oktober 2013) was een Nederlands langebaanschaatsster.
Op het Nederlands kampioenschap schaatsen allround vrouwen 1959 behaalde ze een zilveren medaille.
Op 28 januari 1961 schaatste Hulshof haar laatste wedstrijd.

## Records

### Persoonlijke records[3]
| Afstand    | Tijd    | Datum            | Baan       |
| ---------- | ------- | ---------------- | ---------- |
| 500 meter  | 56,50   | 7 februari 1959  | Hengevelde |
| 1000 meter | 1.58,70 | 14 februari 1959 | Gorredijk  |
| 1500 meter | 3.04,40 | 14 februari 1959 | Gorredijk  |
| 3000 meter | 6.57,80 | 14 februari 1959 | Gorredijk  |